# Hötjärnen (Norsjö socken, Västerbotten, 720641-165145)
Hötjärnen är en sjö i Norsjö kommun i Västerbotten och ingår i Umeälvens huvudavrinningsområde.